# Medway
Medway este o conurbație și o Autoritate Unitară în regiunea South East England. Este situat în estuarul Tamisei la vărsarea râului Medway în aceasta.

## Orașe
- Gillingham;
- Rochester;
- Strood;

1. ↑   https://ons.maps.arcgis.com/home/item.html?id=a79de233ad254a6d9f76298e666abb2b Lipsește sau este vid: |title= (ajutor)